# PT-34 (魚雷艇)
PT-34はアメリカの魚雷艇。PT-20級。
1941年6月14日進水、1941年7月12日就役。
1941年12月17日、コレヒドール島沖で1200人の乗客を乗せた旅客船Corregidorが触雷して沈没した。PT-34はPT-32およびPT-35と共におよそ280人を救助した。
1942年3月12日、PT-34はフランシス・W・ロックウェル提督やリチャード・マーシャル将軍などをコレヒドール島からミンダナオ島へ脱出させた。
軽巡洋艦球磨と水雷艇雉が活動中であるとの情報を得て1942年4月9日未明、タノン海峡南側出口でPT-34はPT-41と共に2隻を待ち伏せた。球磨と雉が現れるとまずPT-41が雷撃を行い、PT-34も2度にわたって魚雷を発射した。また双方は機銃などで撃ち合った。PT-34が2度目に発射した魚雷はおそらく球磨に命中したが爆発しなかったものと思われる。
1942年4月9日、Cauit島近くで日本の特設水上機母艦讃岐丸から発進した零式水上観測機4機の攻撃を受けPT-34は沈没した。